# Бубнівська сільська рада (Волочиський район)
Бу́бнівська сільська́ ра́да — адміністративно-територіальна одиниця та орган місцевого самоврядування в Волочиському районі Хмельницької області. Адміністративний центр — село Бубнівка.

## Загальні відомості
- Територія ради: 54,045 км²
- Населення ради: 1 613 особи (станом на 2001 рік)
- Територією ради протікає Південний Буг

## Населені пункти
Сільській раді були підпорядковані населені пункти:
- с. Бубнівка
- с. Новоленськ
- с. Сергіївка

## Склад ради
Рада складалася з 16 депутатів та голови.
- Голова ради: Ковтун Тетяна Леонідівна
- Секретар ради: Козак Олег Володимирович

### Керівний склад попередніх скликань
| Прізвище, ім'я, по батькові          | Основні відомості                                                         | Дата обрання | Дата звільнення |
| ------------------------------------ | ------------------------------------------------------------------------- | ------------ | --------------- |
| Бохоновський Володимир Олександрович | Сільський голова, 1951 року народження, член Української Народної Партії  | 26.03.2006   | 31.10.2010      |
| Ковтун Тетяна Леонідівна             | Сільський голова, 1968 року народження, освіта вища, член Народної партії | 31.10.2010   |                 |

Примітка: таблиця складена за даними сайту Верховної Ради України

### Депутати
За результатами місцевих виборів 2010 року депутатами ради стали:

#### За суб'єктами висування
| Суб'єкт висування | Кількість обраних депутатів | %   |
| ----------------- | --------------------------- | --- |
| Самовисування     | 16                          | 100 |

#### За округами
| № округу | Прізвище, ім'я, по батькові    | Дата визнання обраним | Освіта  | Партійна приналежність | Відомості про обраного депутата                                            |
| -------- | ------------------------------ | --------------------- | ------- | ---------------------- | -------------------------------------------------------------------------- |
| 1        | Гоцій Володимир Володимирович  | 02.11.2010            | вища    | позапартійний          | Бубнівська загальноосвітня школа, вчитель                                  |
| 2        | Високий Василь Андрійович      | 02.11.2010            | середня | позапартійний          | Фермерське господарство, голова                                            |
| 3        | Козак Олег Володимирович       | 02.11.2010            | вища    | позапартійний          | Бубнівська загальноосвітня школа, вчитель                                  |
| 4        | Машталер Олег Сергійович       | 02.11.2010            | вища    | позапартійний          | Бубнівська загальноосвітня школа, вчитель                                  |
| 5        | Піонтковський Анатолій Якович  | 02.11.2010            | вища    | позапартійний          | Бубнівська загальноосвітня школа, вчитель                                  |
| 6        | Купчик Людмила Олександрівна   | 02.11.2010            | вища    | позапартійна           | Бубнівська загальноосвітня школа, вчитель                                  |
| 7        | Колдун Петро Петрович          | 02.11.2010            | вища    | позапартійний          | Наркевицька загальноосвітня школа, вчитель                                 |
| 8        | Хижинська Лідія Тимофіївна     | 02.11.2010            | вища    | позапартійна           | Бубнівська сільська рада, бухгалтер                                        |
| 9        | Токарчук Марія Вікторівна      | 02.11.2010            | середня | позапартійна           | Стіомі-Холдінг, комірник                                                   |
| 10       | Трач Володимир Володимирович   | 02.11.2010            | вища    | позапартійний          | Бубнівська сільська рада, секретар                                         |
| 11       | Пастух Леся Євгеніївна         | 02.11.2010            | вища    | позапартійна           | дошкільний навчальний заклад «Зернятко», завідувачка                       |
| 12       | Заграй Наталія Анатоліївна     | 02.11.2010            | вища    | позапартійна           | Центр обслуговування одиноких і пристарілих громадян, соціальний працівник |
| 13       | Муравська Таїса Василівна      | 02.11.2010            | середня | позапартійна           | Наркевицький цукровий завод, лаборант                                      |
| 14       | Басистюк Володимир Миколайович | 02.11.2010            | вища    | позапартійний          | Наркевицький цукровий завод, інженер                                       |
| 15       | Островська Надія Анатоліївна   | 02.11.2010            | середня | позапартійна           | Хмельницька маслосирбаза, приймальник молока                               |
| 16       | Балишен Віктор Сергійович      | 02.11.2010            | вища    | позапартійний          | приватний підприємець                                                      |